# Señor de las latas
Señor de las latas es una ópera rock compuesta por el músico argentino Luis Alberto Spinetta en 1970, para ser interpretada por la banda Almendra, pero que finalmente no logró ser presentada debido a las dificultades que el grupo tenía para reunirse a ensayar. No quedan registros grabados de la misma, pero algunos temas fueron interpretados luego por Spinetta, de manera aislada. La contrariedad por la imposibilidad de presentar la ópera fue una de las causas que llevaron a la ruptura de Almendra ese mismo año.

## Historia
En 1970, luego de grabar el álbum Almendra I, Luis Alberto Spinetta compuso una ópera rock. En marzo la banda comenzó a ensayar para presentar la ópera a mediados de ese mismo año, pero la banda solo alcanzó a completar los ensayos del primero de los dos actos. 
Entre las razones que Spinetta solía mencionar para la separación se destacan precisamente la ópera fallida. Para Luis Alberto jugó un papel muy importante la incapacidad de Almendra para asumir con seriedad su propia evolución musical, que se manifestó en el abandono de la disciplina de ensayos que caracterizó a la banda en sus inicios y que los llevó a no poder estrenar una ópera rock ya compuesta por Spinetta.

## Argumento
El argumento es una representación en clave mágico-simbólica del propio movimiento roquero argentino que estaba surgiendo. Sus personajes eran Litto Nebbia, Moris, Tanguito, Javier Martínez, Roque Narvaja y Miguel Abuelo. Spinetta interpretaba al Mago de Agua, un ser extraterrestre que se convierte en pordiosero buscándose a sí mismo.

## Temas
No quedan registros grabados de la ópera, pero varios temas fueron interpretados luego por Spinetta, como "Obertura" (Almendra II), "Canción para los días de la vida" (A 18' del sol), "Ella también" (Kamikaze), "Canción del mago de agua", "Caminata", "Historias de la inteligencia" y "Viejos profetas de lo eterno", estos últimos cuatro interpretados en el recital de presentación de Kamikaze.
Las canciones a interpretar eran:
ACTO I:
```
1 - Obertura
2 - Señor de las latas
3 - Mago de agua
4 - Viejos profetas de lo eterno
5 - Ella también
6 - Niño escobita de Sol
7 - Historias de la inteligencia
8 - Torta de Talco
```

ACTO II:
```
9 - Canción para los días de la vida
10 - Jueves no se detiene
11 - Caminata
12 - Antes de ayer
13 - Cero
14 - Una Puerta Al Sol
15 - Aurora
```